# More Never Is Enough - Live @ Manchester and Tilburg 2010
More Never Is Enough - Live @ Manchester and Tilburg 2010 è il quarto album dal vivo del supergruppo statunitense Transatlantic, pubblicato il 25 ottobre 2011 dalla Radiant Records.

## Descrizione
Si tratta di un cofanetto che racchiude in tre CD l'intero concerto tenuto dal gruppo a Manchester e in due DVD l'interno concerto tenuto a Tilburg. Entrambi i concerti si sono svolti nel corso del tour di supporto al terzo album in studio The Whirlwind.
Nel secondo disco del DVD sono presenti anche alcuni contenuti extra che documentano alcune jam session in varie località dell'Europa.

## Tracce

### CD -Transatlantic Live in Manchester
CD 1
1. The Whirlwind – 79:46

CD 2
1. All of the Above – 31:57
2. We All Need Some Light – 10:23
3. Duel with the Devil – 28:48

CD 3
1. Bridge Across Forever – 6:03
2. Stranger in Your Soul – 33:17

### DVD -Transatlantic Live in Tilburg
DVD 1
1. The Whirlwind – 81:15

DVD 2
1. All of the Above – 29:20
2. We All Need Some Light – 9:56
3. Duel with the Devil – 28:53
4. Bridge Across Forever – 5:58
5. Stranger in Your Soul – 38:56
6. Return of the Giant Hogweed – 9:05 – originariamente interpretata dai Genesis

- Extras: Stranger Jams Clips

1. Cologne - Live Music Hall (May 8th 2010) – 6:03
2. Stuttgart - Longhorn (May 9th 2010) – 6:35
3. Esch Alzette - Rockhal (May 10th 2010) – 5:34
4. Pratteln - Z7 (May 18th 2010) – 7:44

## Formazione
Gruppo
- Neal Morse – voce, tastiera, chitarra acustica
- Roine Stolt – chitarra elettrica, voce
- Pete Trewavas – basso, voce
- Mike Portnoy – batteria, voce

Altri musicisti
- Daniel Gildenlöw – tastiera, chitarra, percussioni, voce